# Goldstein
Goldstein, nemški in jidiš judovski priimek ("zlato-kamna")

## Znani nosilci priimka
- Adam Goldstein
- Anthony Goldstein
- Betty (Naomi Goldstein) Friedan
- Eugen Goldstein
- Franz (Kurz zum Thurn und) Goldstein, avstrijski slikar (v Ljubljani)
- Harold ("Hal" V.) Goldstein
- Herbert Goldstein (1922 - 2005), ameriški fizik
- Ivo Goldstein, hrvaški zgodovinar
- Jenette Goldstein
- Jonathan Goldstein
- Joseph L(eonard). Goldstein
- Kurt Goldstein
- Kurt Julius Goldstein
- Nikki Goldstein
- Paul Goldstein
- Slavko Goldstein (1928 - 2017), hrvaški publicist, zgodovinar in politik (judovskega rodu)